# Kanon (våben)
 For alternative betydninger, se Kanon. (Se også artikler, som begynder med Kanon)
En kanon (oldfransk cannon, fra olditaliensk cannone, fra latin canna (rør)) er et større skydevåben, i dag med et riflet løb og kaliber 20 mm eller mere, som kan beskyde et mål med kanonkugler eller granater. Definitionsmæssigt kan et tungt maskingevær med en kaliber på over 20 mm også kaldes en kanon.
Kanoner har meget tidligt været anvendt både til forsvar og til angreb under krig; i fredstid bruges kanoner ofte til at markere særlige lejligheder med en salut. Eksempelvis vil der ved havneanløb af særlige skibe kunne affyres en salut bestående af 3, 9 eller 21 kanonskud (afhængigt af lejligheden)
Moderne kanoner findes især monteret på krigsskibe og kampvogne, og til lands som antiluftskytsbatterier.

## Historie
Kanonen begyndte at dukke op i Europa i 1300-tallet. Opfindelsen af krudtet var en nødvendig forudsætning for udviklingen af kanoner. I Europa tillægges to personer æren for at have udviklet krudtet: Den britiske fransiskanermunk Roger Bacon (1214-1294) og den tyske fransiskanermunk Berthold Schwartz (1313–?). De første kanoner var stationære og havde størst effekt ved at skræmme fjenden. Kanoner blev benyttet første gang i Europa under belejringen af Metz i 1324.[kilde mangler] Krudtet var da fortsat ustabilt, og risikoen ved affyring var stor.[kilde mangler] Den første illustration af en kanon fra Europa stammer fra Walter de Milemetes manuskript De nobilitatibus, sapientiis, et prudentiis regum fra 1326.
Det var imidlertid i Kina, at krudtet oprindeligt blev opfundet. Dette var omkring 850 og derefter spredte det sig ved handel langs Silkevejen. Opfindelsen skete antagelig tilfældigt ved, at alkymister søgte «eliksiren for udødelighed» ved at eksperimentere med blandt andet salpeter. Krudt blev først brugt militært i 919. I 1000-tallet blev bomber konstrueret og skudt afsted fra katapulter. I 1126 blev den første kanon fremstillet af bambus brugt mod invaderende stammer. Kineserne betragtede med tiden den primitive kanon som ubrugelig og gik i stedet over til mere traditionel krigsførelse. I 1200-tallet spredte krudtet sig til araberne og derefter til europæerne. Araberne udviklede brugen af krudtet til krigsførelse mod europæiske mål. Det var på denne tid, at Roger Bacon beskrev brugen af krudtet. I 1326 beordrede bystaten Firenze produktion af kanoner og kanonkugler, og inden 1350 var kanoner blevet almindelige.
Mindre kanoner blev ofte fremstillet af bronze eller jern, mens større skyts kunne blive bygget op af flere lag langsgående jernstænger, som blev holdt sammen med påkrympede ringe af smedejern.
Til sidst tog bronzekanonerne over i det store og hele. De første producenter af kanoner var klokkestøbere, som havde kompetence og udstyr til at støbe store ting i bronze.
Fra slutningen af 1700-tallet tog støbejernskanoner over. Fra slutningen af 1870'erne begyndte kanoner med bagladning at erstatte dem med forladning. Fordelene ved bagladning var flere; det gav højere skudtakt, det gav bedre tætning mellem løb og projektil (og dermed højere udgangshastighed), og det forenklede brugen af riflet løb (og dermed bedre præcision). Omtrent på samme tid blev støbejernet erstattet af smedet stål.